# Општина Рогатец
Општина Рогатец (словен. Rogatec) је једна од општина Савињске регије у држави Словенији. Седиште општине је истоимени градић Рогатец.

## Природне одлике
Рељеф: Општина Рогатец налази се у источном делу Словеније и погранична је ка Хрватској. Општина обухвата јужне падине планинског предела Халоза и долину горње Сотле.
Клима: У општини влада умерено континентална клима.
Воде: Најважнији водоток у општини је река Сутла, која извире на подручју општине, а потом протиче њеном источном границом. Сви остали водотоци су мали и њене су притоке.

## Становништво
Општина Рогатец је средње густо насељена.

## Насеља општине
| - Брезовец при Рогатцу - Добовец при Рогатцу - Доначка Гора - Жахенберц - Лог | - Рогатец - Св. Јуриј - Тлаке - Трлично |  |